# Дрогегам
Дрогегам (нід. Drogeham) — село в нідерландській провінції Фрисландія. Входить до муніципалітету Ахткарспелен.
Його площа становить 10,42км², а населення станом на 2021 рік складало 1 725 осіб.
Перша згадка про населений пункт датується 1475 роком.

## Галерея

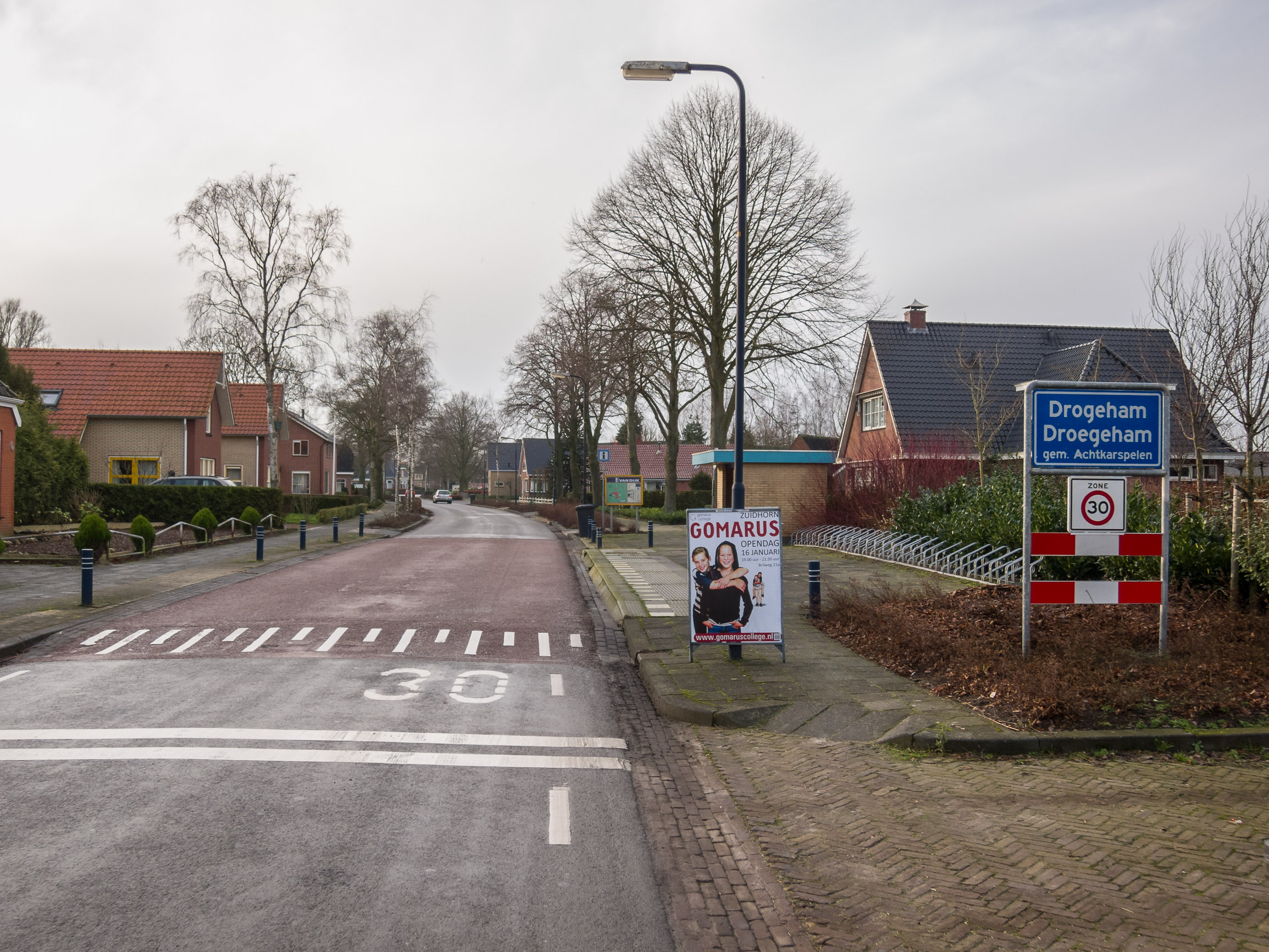
В'їзд до села
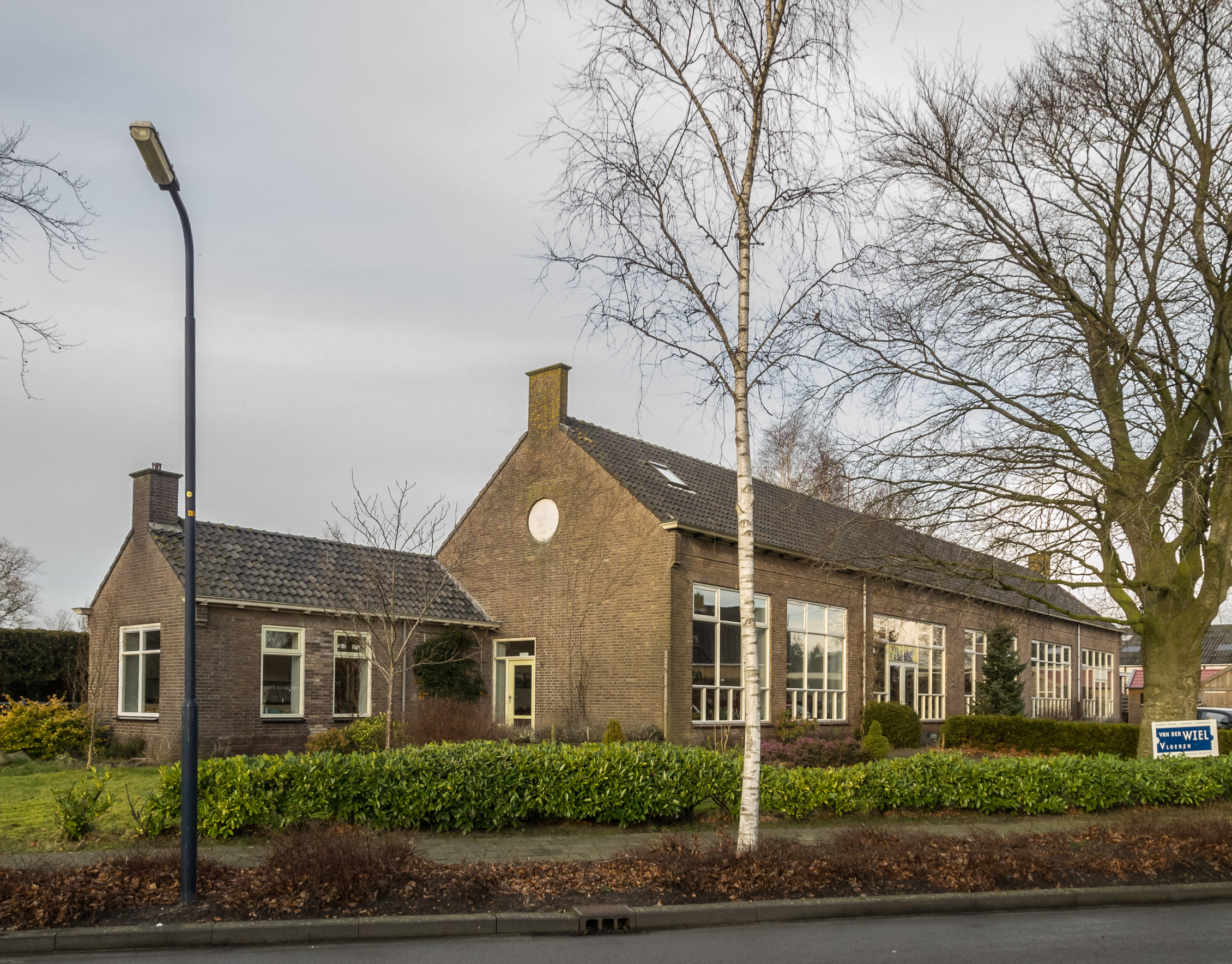
Будівля колишньої школи
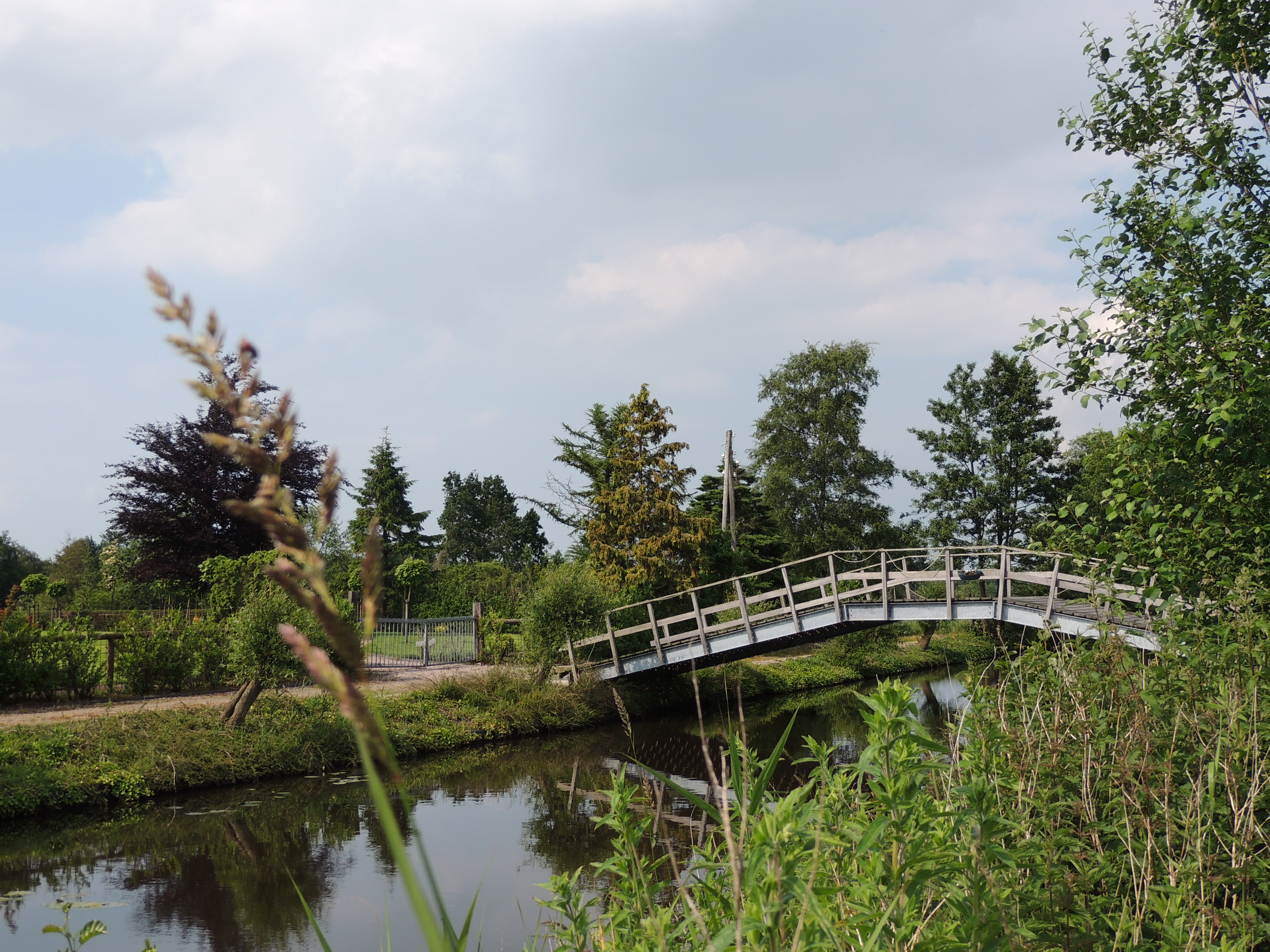
Міст через канал
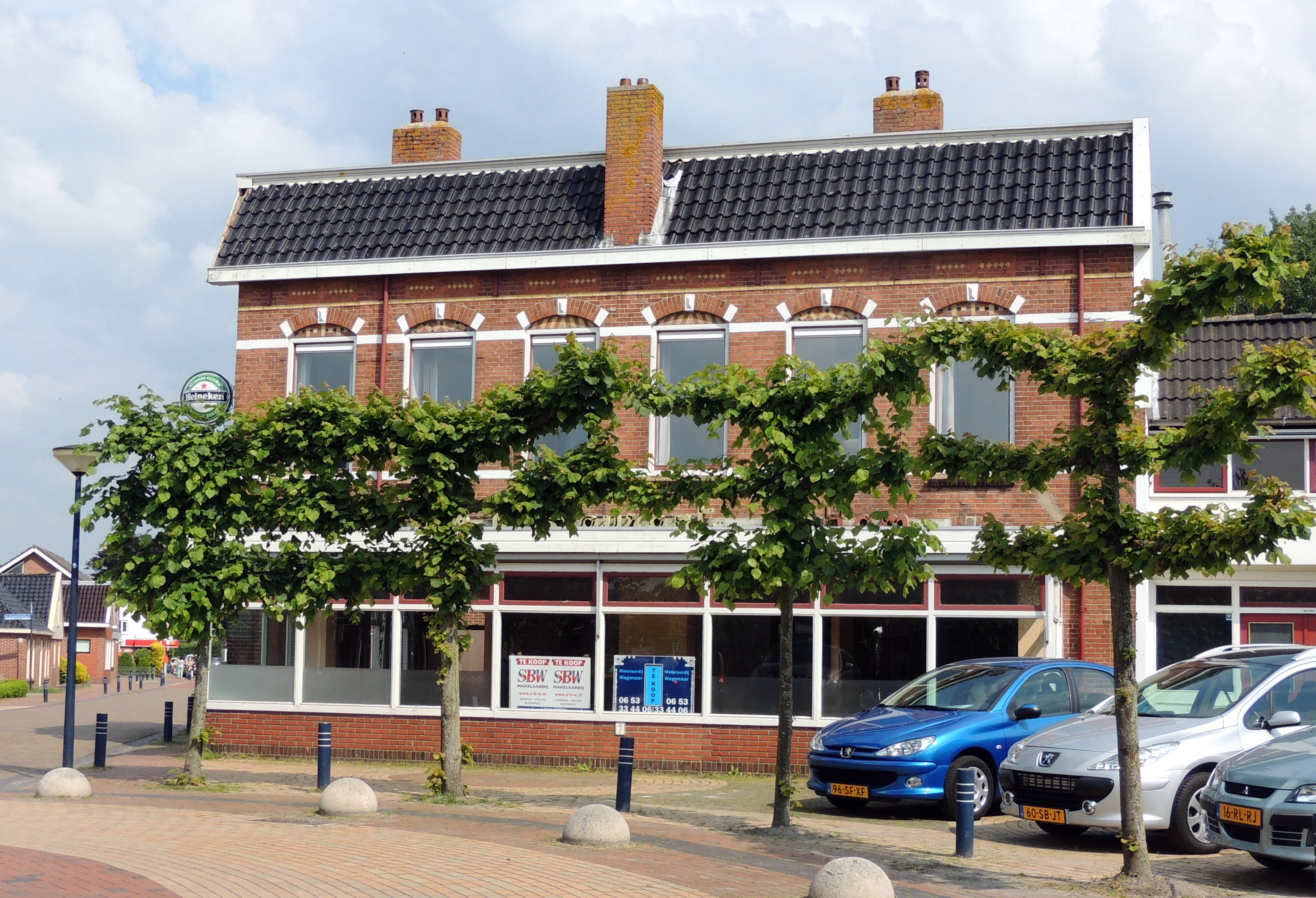
Будівля колишнього паба